# Championnat d'Europe des moins de 19 ans féminin de handball 2017
Navigation
Espagne 2015 Hongrie 2019
Le championnat d'Europe des moins de 19 ans féminin de handball 2017 est la 11e édition du tournoi. Il se déroule en Slovénie du 27 juillet au 7 août 2017.
La France remporte son premier titre dans la compétition grâce à sa victoire en finale face à la Russie (31-26). Initialement troisième et quatrième, le Danemark et la Hongrie récupèrent respectivement la deuxième et la troisième place après la disqualification, postérieurement à la compétition, de la Russie pour dopage de trois de ses joueuses au meldonium,,..

## Tour préliminaire
Les 16 équipes sont réparties dans 4 poules de 4 équipes. Les deux premiers sont qualifiés pour le tour principal et les deux derniers pour les poules de consolation.

## Tour principal
Les 8 équipes sont réparties dans 2 poules de 4 équipes. Les deux premiers sont qualifiés pour les demi-finales et les deux derniers pour les matchs de classement de la 5e à la 8e place.

## Poules de consolation
Les 8 équipes sont réparties dans 2 poules de 4 équipes. Les deux premiers sont qualifiés pour les demi-finales de classement de la 9e à la 12e place et les deux derniers pour les demi-finales de classement de la 13e à la 16e place.

## Phase finale
|  | Demi-finales | Demi-finales | Demi-finales | Demi-finales |                               |        | Finale     | Finale     | Finale     | Finale     |
|  |              |              |              |              |                               |        |            |            |            |            |
|  | 13 juillet   | 13 juillet   | 13 juillet   | 13 juillet   |                               |        | 14 juillet | 14 juillet | 14 juillet | 14 juillet |
|  | Hongrie      | Hongrie      | 26           | 26           |                               |        | 14 juillet | 14 juillet | 14 juillet | 14 juillet |
|  | Hongrie      | Hongrie      | 26           | 26           |                               |        | 14 juillet | 14 juillet | 14 juillet | 14 juillet |
|  | France       | France       | 31           | 31           |                               |        | 14 juillet | 14 juillet | 14 juillet | 14 juillet |
|  | France       | France       | 31           | 31           | France                        | France | 31         | 31         |            |            |
|  | 13 juillet   |              |              |              | France                        | France | 31         | 31         |            |            |
|  |              |              | Russie       | Russie       | 26                            | 26     |            |            |            |            |
|  | Danemark     | Danemark     | Russie       | Russie       | 26                            | 26     | 27         | 27         |            |            |
|  | Danemark     | Danemark     |              |              |                               |        |            | 27         |            |            |
|  | Russie       | Russie       | 28           | 28           |                               |        |            |            |            |            |
|  | Russie       | Russie       | 28           | 28           | Match pour la troisième place |        |            |            |            |            |
|  |              |              |              |              |                               |        |            |            |            |            |
|  | 14 juillet   |              |              |              |                               |        |            |            |            |            |
|  | Hongrie      | Hongrie      | 26           | 26           |                               |        |            |            |            |            |
|  | Hongrie      | Hongrie      | 26           | 26           |                               |        |            |            |            |            |
|  | Danemark     | Danemark     | 28           | 28           |                               |        |            |            |            |            |
|  | Danemark     | Danemark     | 28           | 28           |                               |        |            |            |            |            |

### Demi-finales
| 4 août 2017 19h30 | Danemark             | 27 – 28 | Russie                            | Zlatorog Arena, Celje Affluence : 500 Arbitrage : Năstase, Stancu |
| 4 août 2017 19h30 | Kristina Jørgensen 9 | (15–13) | Chapochnikova, Skorobogatchenko 5 | Zlatorog Arena, Celje Affluence : 500 Arbitrage : Năstase, Stancu |
| 4 août 2017 19h30 | ×3                   | Rapport | ×2                                | Zlatorog Arena, Celje Affluence : 500 Arbitrage : Năstase, Stancu |

| 4 août 2017 17h00 | Hongrie       | 26 – 31 | France            | Zlatorog Arena, Celje Affluence : 300 Arbitrage : Freitas, Carvalho |
| 4 août 2017 17h00 | Noémi Háfra 7 | (13–15) | Jannela Blonbou 9 | Zlatorog Arena, Celje Affluence : 300 Arbitrage : Freitas, Carvalho |
| 4 août 2017 17h00 | ×2            | Rapport | ×4 ×2             | Zlatorog Arena, Celje Affluence : 300 Arbitrage : Freitas, Carvalho |

### Match pour la3eplace
| 6 août 2017 15h00 | Hongrie       | 26 – 28 | Danemark             | Zlatorog Arena, Celje Affluence : 266 Arbitrage : Ilieva, Karbeska |
| 6 août 2017 15h00 | Noémi Háfra 9 | (13–14) | Ellebæk, Jørgensen 8 | Zlatorog Arena, Celje Affluence : 266 Arbitrage : Ilieva, Karbeska |
| 6 août 2017 15h00 | ×2 ×3         | Rapport | ×3 ×1                | Zlatorog Arena, Celje Affluence : 266 Arbitrage : Ilieva, Karbeska |

### Finale
| 6 août 2017 17h30 | France          | 31 – 26 | Russie                      | Zlatorog Arena, Celje Affluence : 500 Arbitrage : Vujačić, Kažanegra |
| 6 août 2017 17h30 | Karichma Ekoh 7 | (18–15) | Antonina Skorobogatchenko 8 | Zlatorog Arena, Celje Affluence : 500 Arbitrage : Vujačić, Kažanegra |
| 6 août 2017 17h30 | ×3              | Rapport | ×2 ×1                       | Zlatorog Arena, Celje Affluence : 500 Arbitrage : Vujačić, Kažanegra |

## Le vainqueur
| Champion d'Europe des moins de 19 ans 2017 France 1re victoire |

## Classement final
Le classement final de la compétition est :
| Rang                       | Équipe            |
| -------------------------- | ----------------- |
| Médaille d'or, Europe      | France            |
| Médaille d'argent, Europe  | Danemark          |
| Médaille de bronze, Europe | Hongrie           |
| 4                          | Allemagne         |
| 5                          | Pays-Bas          |
| 6                          | Norvège           |
| 7                          | Monténégro        |
| 8                          | Roumanie          |
| 9                          | Suède             |
| 10                         | Espagne           |
| 11                         | Slovénie          |
| 12                         | Croatie           |
| 13                         | Portugal          |
| 14                         | Serbie            |
| 15                         | Macédoine du Nord |
| /                          | Russie            |

## Statistique et récompenses

### Équipe-type du tournoi
L'équipe-type du tournoi est :
- Meilleure joueuse : Kristina Jørgensen,  Danemark
- Gardienne de but : Amalie Milling (en),  Danemark
- Ailière gauche : Bo van Wetering (en),   Pays-Bas
- Arrière gauche :  Henny Reistad,   Norvège
- Demi-centre : Milana Tajenova (en),   Russie
- Pivot : Tatjana Brnović,   Monténégro
- Arrière droite : Jannela Blonbou,   France
- Ailière droite : Katrin Klujber,   Hongrie
- Défenseure : Charlotte Kieffer,   France

### Meilleures marqueuses
Les meilleures marqueuses sont :
| Rang | Joueuse                   | Équipe   | Buts |
| ---- | ------------------------- | -------- | ---- |
| 1    | Sorina Tîrcă (en)         | Roumanie | 56   |
| 2    | Jannela Blonbou           | France   | 47   |
| 3    | Lidija Cvijić             | Serbie   | 45   |
| 3    | Antonina Skorobogatchenko | Russie   | 45   |
| 5    | Dione Housheer            | Pays-Bas | 43   |
| 6    | Katrin Klujber            | Hongrie  | 38   |
| 7    | Merel Freriks             | Pays-Bas | 37   |
| 7    | Noémi Háfra               | Hongrie  | 37   |
| 9    | Karichma Ekoh             | France   | 35   |
| 9    | Diana Oliveira            | Portugal | 35   |

## Effectif des équipes sur le podium

### Champion d'Europe:France
L'équipe de France était composée de :
- Camille Depuiset (GB)
- Roxanne Frank (GB)
- Manuella Dos Reis (GB)
- Ophélie Tonds (GB)
- Constance Mauny
- Karichma Ekoh
- Soukeïna Sagna
- Charlotte Kieffer
- Claire Vautier
- Méline Nocandy
- Déborah Lassource
- Pauline Plotton
- Marie Fall
- Mabana-Ma Fofana
- Jannela Blonbou
- Lisa Bruni
- Melvine Deba

Sélectionneur
- Éric Baradat

### Deuxième:Danemark
L'équipe du Danemark était composée de :
- Amalie Milling (GB)
- Lærke Sørensen (GB)
- Nanna Andersen
- Andrea West Bendtsen
- Ida-Marie Dahl
- Louise Ellebæk
- Anne Sofie Filtenborg
- Emma Friis
- Line Mai Hougaard
- Laura Cecilie Jensen
- Kristina Jørgensen
- Line Berggren Larsen
- Nikoline Lundgreen
- Nicoline Olsen
- Sarah Stougaard
- Caroline Svarre

### Troisième:Hongrie
L'équipe de Hongrie était composée de :
- Boglarka Bino (GB)
- Petra Hlogyik (GB)
- Sara Suba (GB)
- Dorottya Faluvégi
- Csenge Fodor
- Laura Giricz
- Noémi Háfra
- Bernadett Hornyák
- Annette Hudak
- Katrin Klujber
- Bettina Kuti
- Noémi Pásztor
- Greta Marton
- Dorina Roman
- Kitti Szabo
- Petra Tovizzi